# Valevac
Valevac (cyr. Валевац) – wieś w Serbii, w okręgu zajeczarskim, w gminie Knjaževac. W 2011 roku liczyła 214 mieszkańców.